# Franz Jung (Politiker)
Franz Jung (* 18. November 1940; † 22. Dezember 2008) war ein Schweizer Politiker der Christlichdemokratischen Volkspartei. Er gehörte von 1975 bis 1991 dem Nationalrat an.

## Leben
Jung war diplomierter Landwirt und führte von 1964 bis 1998 einen Hof in Eschenbach im Kanton Luzern.
Er war von 1985 bis 2003 Präsident der Zentralschweizer Milchproduzenten (ZMP). Von 1993 bis 2003 war er zudem Verwaltungsratspräsident des Milchverarbeiters Emmi AG. Emmi gehört mehrheitlich den ZMP. Jung war ausserdem im Laufe seiner Karriere Präsident des Luzerner Bauernverbandes, des Innerschweizer Bauernverbandes, der Agro-Treuhand Schweiz und Ausschussmitglied des Schweizerischen Bauernverbandes.
Jung erlag am 22. Dezember 2008 einem Krebsleiden.